# Ixtahuiata
Ixtahuiata är en ort i Mexiko.   Den ligger i kommunen Teziutlán och delstaten Puebla, i den sydöstra delen av landet, 190 km öster om huvudstaden Mexico City. Ixtahuiata ligger 1 739 meter över havet och antalet invånare är 1 311.
Terrängen runt Ixtahuiata är huvudsakligen kuperad, men österut är den bergig. Runt Ixtahuiata är det ganska tätbefolkat, med 149 invånare per kvadratkilometer. Närmaste större samhälle är Teziutlan, 3,9 km sydväst om Ixtahuiata. I omgivningarna runt Ixtahuiata växer huvudsakligen savannskog.